# Laskarisové
Laskarisové byli magnátským rodem, který se roku 1204 stal byzantskou panovnickou dynastií, vládnoucí v Nikájském císařství (do roku 1261).
Zakladatelem dynastie byl Theodoros I. Laskaris, zeť byzantského císaře Alexia III. Angela, který se roku 1208 nechal korunovat v Nikáji císařem Římanů. Poslední vládnoucí příslušník rodu Jan IV. byl nahrazen po dobytí Konstantinopole roku 1261 svým regentem a spolucísařem Michaelem VIII. Palaiologem.

## Vládnoucí členové dynastie
- Theodoros I. Laskaris (1204–1222)
- Jan III. Dukas Vatatzés (1222–1254)
- Theodóros II. Laskaris (1254–1258)
- Jan IV. Dukas Laskaris (1258–1261)